# Slaget vid Dorylaeum (1147)
Slaget vid Dorylaeum 1147 eller "andra slaget vid Dorylaeum" ägde rum under Andra korståget den 25 oktober 1147, mellan en här korsfarare under Konrad III och en här från Rumsultanatet, ledda av Masud I vid staden Dorylaeum (nära nuvarande Eskişehir i västra Turkiet). Striderna slutade med att seldjukerna segrade.

## Förhistoria
I slutet av maj 1147 hade Konrad III brutit upp från Regensburg med sina korsfarare. Hären bestod av cirka 20 000 män, däribland många obeväpnade pilgrimer. I Konrads följe fanns också Vladislav II. Herzog (från 1158 kung) av Böhmen och Boleslaw I. Herzog av Schlesien med. I spetsen för den tyska adeln stod Konrads nevö och arvinge, Friedrich Herzog von Schwaben (senare kejsar Fredrik I Barbarossa) och Konrads halvbror, Henrik II av Österrike. Trupperna från Lothringen stod under ledning av Stephans von Bar, Biskopen av Metz (1120–1162) och Henrik I av Lothringen, Biskopen av Toul (1127–1167).
Redan innan hären hade nått Byzanz, skedde sammandrabbningar med Manuel I., kejsare i Byzantinska riket, som fruktade att Konrad skulle vända sig mot honom. Manuel slöt vapenstillestånd med seldjukerna i ett hemligt fördrag. Hans fru Bertha kunde dock medla mellan korsfararna och honom. Mot Manuels inrådan drog Konrad sig, cirka 50 år, ut på det första korståget, genom Mindre Asien.

## Slaget
Konrads armé var otillräckligt förberedd för att marschera genom det karga höglandet. Det gick så långsamt fram genom bergen, att det blev ont om proviant och vatten fortare än planerat. De utmattade och törstiga korsfararna hamnade sedan i närheten av Dorylaion i ett av seldjukerna väl förberett bakhåll. Det lyckades de seldjukiska beridna bågskyttarna att locka de kristna riddarna till att förfölja dem. Utspridda och långt från sitt eget infanteri blev de ett lätt byte för det seldjukiska kavalleriet. Det kristna fotfolket blev helt överrumplat och tvingades dra sig tillbaka under katastrofala förluster.
De överlevande drog sig tillbaka tillbaka på ordnat sätt och blev därvid ständigt angripna av de seldjukiska förföljarna. Nödvändigheten att anskaffa proviant i närliggande områden, bromsade därvid deras marsch. När den seldjukiska styrkan lyckades övermanna den bakre delen av korsfararnas styrka, och döda deras befälhavare, greve Bernhard von Plötzkau, utbröt panik i korsfararnas armé och seldjukerna kunde obehindrat slå ner de flyende korsfarande.
Först i början av november nådde Konrad det säkrare Niceae, fram till dess hade han förlorat större delen av sin stridsmakt. Många av de överlevande hade blivit skadade, så även Konrad.

## Efterföljden
Med den knapphändiga resten av trupperna sammanträffande Konrad i Lopadium vid Rhyndakos med Ludwig VII:s armé, och de båda marscherade gemensamt längs kusten. I Ephesus blev Konrad sjuk och kvarstannade. Hären led av ett regnrikt vinterväder, blev dåligt försörjd av de allierade byzantinerna och angreps upprepade gånger av seldjukiska turkar. Endast ett fåtal av dem nådde Palestina.